# キャリア段位
キャリア段位（きゃりあだんい）とは、日本の職業能力認定制度の一つ。職務を遂行する上で必要な能力について、習熟度に応じて段位を認定するしくみを言う。
主に英国で1986年に創設された職業能力を評価する全国職業資格制度（NVQ:National Vocational Qualification）等の先行事例や厚生労働省の職業能力評価基準をはじめとする既存制度との整理の観点から、検討が進められた。
キャリア段位制度は2010年、政府の新成長戦略の一つ雇用戦略として打ち出された。主に国内の就業率80％を目指すべく、フリーターをピーク時の4割減124万人に減少させるとともに、転職希望者の転職活動及び長期失業者への就労支援強化につなげることを目的として介護・環境など新成長分野の職業分野にジョブ・カード制度等既存のツールを活用したキャリア段位を創設する構想が打ち出された。このキャリア段位制度は政府から選ばれた認定団体が人材の能力を初歩から業界トップ水準までの7段階で評価し、公的な認定を付与することで転職しやすい環境を作ることが目的とされた。
当該構想としては、当初、第一次計画として2010年度から2011年度に3～4分野にて導入し、特に、介護・ライフケア、環境・エネルギー、食・観光を足がかりに、制度発足後5年で他の成長分野に拡大することが予定され、2011年秋から2012年にかけての制度開始を予定し11年は5000万円、12年は6億円弱、6億4000万円相当が予算計上されていたが、2012年6月11日に行われた内閣府での事業仕分けにおいて、費用かかる割に効果が見えにくいと判定者4人が「廃止」、2人が「大幅見直し」を求め、事業の取りまとめ役だった当時の内閣府副大臣石田勝之が「抜本的に再検討する」と回答したことで事業構想は一時、振り出しに戻った。但し、構想が完全に頓挫したわけではなく、2013年1月、介護分野でキャリア段位制度が正式に発足した。今後、キャリア段位制度はカーボンマネジャーや食の6次産業化プロデューサーなど成長産業を中心に導入されていくことが決まっている。

## キャリア段位制度の概要
キャリア段位を導入する分野としては、当面、介護・プロフェッショナル、カーボンマネジャー、食の6次産業化プロデューサーの3分野とされ、それぞれ以下のような共通の段位水準を設けるとともに、分野に応じた所定の教育及び演習等を通じて段位認定を受ける仕組みが整備された。
| 介護のプロフェッショナルのキャリア段位制度 | 介護のプロフェッショナルのキャリア段位制度                                                                                       | 介護のプロフェッショナルのキャリア段位制度 |
| 段位                                       | 分野共通の考え方 | 能力水準 |
| ------------------------------------------ | --- | --- |
| レベル7                                    | その分野を代表するトップ・プロフェッショナルの段階                                                                               | ------------------------- |
| レベル6 レベル5                            | プロのスキルに加えて、特定の専門分野における更に高度な専門性を持つ、あるいはその人独自の方法が顧客等から認知・評価されている段階 | 多様な生活障害を持つ利用者に質の高い介護を実践 介護技術の指導や職種間連携のキーパーソンとなりチームケアの質を改善                                   |
| レベル4                                    | 一人前の仕事ができることに加え、チーム内のリーダーシップを発揮することができる段階                                               | チーム内でのリーダーシップ（サービス提供責任者、主任等） 部下に対する指示・指導 本レベル以上がアセッサーになれる                                    |
| レベル3                                    | 指示がなくとも一人前の行動ができる段階                                                                                           | 利用者の状態像に応じた介護や他職種間連携を行うための幅広い知識・技術を習得し、的確な介護を実践                                                      |
| レベル2                                    | 一定の指示のもとに、ある程度の仕事ができる段階                                                                                   | 一定の範囲で利用者のニーズや状況を的確に把握・判断し、それに応じた介護を実践 基本的な知識・技術を活用し、決められた手順等に従って基本的な介護を実践 |
| レベル1                                    | エントリーレベル 職業教育を受けた段階                                                                                            | 初任者研修により、在宅・施設で働く上で必要となる基本的な知識・技術を修得                                                                            |

| カーボンマネジャーのキャリア段位制度 | カーボンマネジャーのキャリア段位制度                                                                                             | カーボンマネジャーのキャリア段位制度                                                                                   |
| 段位                                 | 分野共通の考え方 | 能力水準 |
| ------------------------------------ | --- | --- |
| レベル7                              | その分野を代表するトップ・プロフェッショナルの段階                                                                               | カーボンマネジメントに関して、「トップ・プロフェッショナル」としての能力を有する段階                                   |
| レベル6                              | 多大な実績を残しているプロフェッショナルの段階                                                                                   | カーボンマネジメントに関して「他社への専門・高度なサービス」を提供し、また「他社同士の連携の支援調整」を実践できる段階 |
| レベル5                              | プロのスキルに加えて、特定の専門分野における更に高度な専門性を持つ、あるいはその人独自の方法が顧客等から認知・評価されている段階 | カーボンマネジメントに関して、他者に有料サービスを提供できている段階                                                   |
| レベル4                              | 一人前の仕事ができることに加え、チーム内のリーダーシップを発揮することができる段階                                               | 自社等にて責任を持ってチームへの指導や指示が実践できる段階（プロレベル）                                               |
| レベル3                              | 指示がなくとも一人前の行動ができる段階                                                                                           | 省エネ・温室効果ガス削減等に関する「応用技術を実践できる」段階                                                         |
| レベル2                              | 一定の指示のもとに、ある程度の仕事ができる段階                                                                                   | 省エネ・温室効果ガス削減等に関する「基本技術を実践できる」段階                                                         |
| レベル1                              | 職業準備教育を受けた段階 | 省エネ・温室効果ガス削減等に関する「各種制度や代表的方法等を理解できる」段階                                           |

| 食の第6次産業化プロデューサーのキャリア段位制度 | 食の第6次産業化プロデューサーのキャリア段位制度                               | 食の第6次産業化プロデューサーのキャリア段位制度 |
| 段位                                            | 分野共通の考え方                                                              | 能力水準 |
| ----------------------------------------------- | ----------------------------------------------------------------------------- | --- |
| レベル7                                         | その分野を代表するトップ・プロフェッショナル                                  | 組織内外で後進を育成 他の農家に対して「食の第6次産業化」の手法・戦略の指導 |
| レベル6 レベル5                                 | プロレベルスキル 高度な専門性・ オリジナリティ                                | 商品のブランド化 他の法人のビジネスパートナーとして活躍 プロジェクトを多角化し、複数の商品や分野に進出し継続的な実績 一定数のスタッフに指示・指導                                                                 |
| レベル4                                         | 一人前の仕事ができる段階 チーム内でのリーダーシップを発揮することができる段階 | プロジェクトを管理し、売上増加などの事業実績 異業種間、関係者間のコーディート |
| レベル3                                         | 指示がなくとも一人前の行動ができる段階                                        | できる - 事業主 生産体制・流通経路の確立 - 法人スタッフ プロジェクトで一部の実績 - 支援スタッフ 事業化を支援 わかる - ビジネス計画書の作成 - 商品開発・マーケティング戦略                                         |
| レベル2                                         | 一定の指示のもとに、ある程度の仕事ができる段階                                | できる - 事業主 支援を受けながら第6次産業化を実践 - 法人スタッフ プロジェクトに従事 - 支援スタッフ 支援業務を実践 わかる - 関連法規 - 収支計画 - 経営計画 ※事業主、法人スタッフ、支援スタッフのいずれかコース選択 |
| レベル1                                         | 職業準備教育を受けた段階                                                      | できる - 実習等による経験 わかる - 第6次産業化の基礎 - 食品安全・衛生管理 |

## 日本における現在の職業評価基準
業種ごとの専門的な職種 
- 鍛造業 07年10月 完成
- 卸売業 07年10月 完成
- 自動販売機 製造販売 07年10月完成
- DIY業 08年2月 完成
- クレジット カード業 08年2月 完成
- 産業廃棄物 処理業 08年3月 完成
- 金属プレス 加工業 08年3月 完成
- コンビニエンス ストア業 08年3月 完成
- 電気通信 工事業 08年8月 完成
- 専門店業 08年8月 完成
- イベント産業 08年12月完成
- 石油精製業 08年12月 完成
- ビルメンテ ナンス業 09年2月 完成
- マテリアル ハンドリング業 09年7月 完成
- 自動車製造業 05年9月完成
- 広告業 05年9月 完成
- 光学機器 製造業 05年9月 完成
- エンジニア リング業 05年12月 完成
- 左官工事業 05年12月 完成
- 造園工事業 05年12月完成
- フィットネス産業 18年2月完成
- パン製造業 06年2月完成
- 総合工事業 06年4月完成
- クリーニング業 07年3月完成
- 在宅介護業 07年3月完成
- ボウリング場業 07年3月完成
- 写真館業 07年3月完成
- 軽金属製品 製造業 07年3月完成
- 電気機械器 具製造業 04年6月完成
- ホテル業 04年9月完成
- 印刷業 04年9月完成
- プラスチック 製品製造業 04年9月完成
- 型枠工事業 04年10月完成
- 鉄筋工事業 04年10月完成
- フルードパワー 04年10月完成
- スーパー マーケット業 04年12月完成
- ファインセラ ミックス業 05年3月完成
- アパレル業 05年3月完成
- 防水工事業 05年5月完成
- ロジスティクス 分野 05年5月完成
- 市場調査業 05年7月完成
- 外食産業 05年7月完成

業種横断的な事務系職種（08年6月改訂）
- 経営戦略
- 人事・人材開発・労務管理
- 企業法務、総務・広報
- 経理・財務・管理
- 経営情報
- システム
- 生産管理
- ロジスティクス
- 国際事業

### 行政資料
- 厚生労働省老健局事務連絡「介護キャリア段位制度の実施について (PDF) 」(公益社団法人全国老人保健施設協会、2013年)
- 内閣府編『新成長戦略～「元気な日本」復活のシナリオ～ (PDF) 』（内閣府、2010年）
- 内閣府ウェブサイト 実践キャリア・アップ戦略
- 内閣府参与 大久保幸夫編『資料3 雇用戦略対話第5回会合 「キャリア段位制度」について (PDF) 』（内閣府、2011年）
- 内閣府参与 大久保幸夫編『資料4「キャリア段位制度」の議論をはじめるにあたって (PDF) 』（内閣府、2011年）
- 内閣府編『実践キャリアアップ・戦略 (PDF) 』（内閣府、2011年）
- 内閣府編 『行政事業レビュー「公開プロセス」（平成24年6月11日）の結果 (PDF) 』(内閣府、2012年)
- 内閣府編 『実践キャリア・アップ戦略の「再検討」に向けた基本方針について（案）  (PDF) 』(内閣府、2012年)

### 認定団体
- 一般社団法人シルバーサービス振興会ウェブサイト 国家戦略・プロフェッショナル検定介護プロフェッショナルキャリア段位制度
- 社団法人産業環境管理協会ウェブサイトカーボンマネジャーキャリア段位制度専用ホームページ
- 食農共創プロデューサーズ事務局ウェブサイト 食の6次産業化プロデューサーキャリア段位制度専用ホームページ